# Christiansted
Christiansted (do português Christian em honra do rei Christian VI da Dinamarca e sted, em português cidade), é a maior cidade de Saint Croix, uma das principais ilhas que compõem as Ilhas Virgens Americanas, um território dos Estados Unidos da América. É uma antiga capital das Índias Ocidentais dinamarquesas e lar do local histórico nacional de Christiansted . Christiansted a partir de 2004, tinha uma população de cerca de 3.000. A população do censo de 2000 da cidade era 2.637; o do subdistrito maior era de 2.865.

## História
A cidade foi fundada por Frederick Moth depois que ele se tornou governador de St. Croix em 1733. Partindo em 5 de setembro de St. Thomas, o chefe do partido de Moth havia liberado um espaço para Fort Christianswærn. Em 8 de janeiro de 1734numa cerimônia ao lado deste forte, os franceses entregaram formalmente a ilha aos dinamarqueses na forma da Companhia das Índias Ocidentais e da Guiné . A ilha deveria receber 300 plantações, 215 para açúcar e o restante para algodão. As plantações pesquisadas tinham 3000 pés por 2000 pés. Além disso, a empresa estabeleceu uma refinaria de açúcar e destilaria. O forte foi concluído em 1740. O censo de 1742 listou 120 plantações de açúcar, 122 plantações de algodão e 1906 escravos, em comparação com cerca de 300 ingleses e 60 dinamarqueses. Em 1743, a ilha tinha um hospital e em 1745, o número de escravos aumentou para 2878. Em 1754, a cidade incluía 83 "habitantes brancos", "cada um dos quais possuía de um único escravo a sessenta e seis deles" , segundo Westergaard. O total de escravos na ilha aumentou para 7566.
Christiansted preservou os edifícios de estilo dinamarquês do século XVIII construídos por escravos africanos . Edifícios de pedra sólida em tons pastel com telhados de telha vermelha brilhante alinham-se nas calçadas de paralelepípedos, adicionando um toque do estilo arquitetônico europeu do século XVIII. Como a cidade foi construída por escravos africanos, também existem muitas influências africanas no design de Christiansted, tornando-a uma das poucas cidades "afro-dinamarquesas" do mundo. A simetria da cidade, com ruas que correm em ângulo reto com a orla, a torna popular para passeios a pé . A área comercial se concentra nas ruas King and Company, adjacentes ao local histórico nacional de Christiansted . A área residencial, incluindo partes que eram originalmente assentamentos para negros livres, se estende para o interior e para cima da área comercial. O botânico Julius von Rohr iniciou um jardim botânico no século XVIII e produziu uma série de paisagens da ilha .
A cidade possui pequenos hotéis e muitos restaurantes .  Várias lojas de mergulho operam na cidade, pois o cais tem fácil acesso a muitas atrações de mergulho no lado norte da ilha. Um pequeno ponto de interesse é o Protestant Cay, um cais perto de Christiansted .

## Economia
A Seaborne Airlines anteriormente tinha sede em Christiansted.

## Transporte
A cidade de Christiansted é servida por um aeroporto comercial, o Aeroporto Henry E. Rohlsen, com vôos em várias companhias aéreas , incluindo American e Delta dos Estados Unidos .
As escolas públicas que servem a comunidade são operadas pelo Distrito Escolar de St. Croix .

## Clima
| Dados climatológicos para Christiansted Henry E Rohlsen International Airport | Dados climatológicos para Christiansted Henry E Rohlsen International Airport | Dados climatológicos para Christiansted Henry E Rohlsen International Airport | Dados climatológicos para Christiansted Henry E Rohlsen International Airport | Dados climatológicos para Christiansted Henry E Rohlsen International Airport | Dados climatológicos para Christiansted Henry E Rohlsen International Airport | Dados climatológicos para Christiansted Henry E Rohlsen International Airport | Dados climatológicos para Christiansted Henry E Rohlsen International Airport | Dados climatológicos para Christiansted Henry E Rohlsen International Airport | Dados climatológicos para Christiansted Henry E Rohlsen International Airport | Dados climatológicos para Christiansted Henry E Rohlsen International Airport | Dados climatológicos para Christiansted Henry E Rohlsen International Airport | Dados climatológicos para Christiansted Henry E Rohlsen International Airport | Dados climatológicos para Christiansted Henry E Rohlsen International Airport |
| Mês                                                                           | Jan                                                                           | Fev                                                                           | Mar                                                                           | Abr                                                                           | Mai                                                                           | Jun                                                                           | Jul                                                                           | Ago                                                                           | Set                                                                           | Out                                                                           | Nov                                                                           | Dez                                                                           | Ano                                                                           |
| ----------------------------------------------------------------------------- | ----------------------------------------------------------------------------- | ----------------------------------------------------------------------------- | ----------------------------------------------------------------------------- | ----------------------------------------------------------------------------- | ----------------------------------------------------------------------------- | ----------------------------------------------------------------------------- | ----------------------------------------------------------------------------- | ----------------------------------------------------------------------------- | ----------------------------------------------------------------------------- | ----------------------------------------------------------------------------- | ----------------------------------------------------------------------------- | ----------------------------------------------------------------------------- | ----------------------------------------------------------------------------- |
| Temperatura máxima média (°C)                                                 | 29                                                                            | 29                                                                            | 29                                                                            | 30                                                                            | 30                                                                            | 31                                                                            | 31                                                                            | 32                                                                            | 32                                                                            | 31                                                                            | 30                                                                            | 29                                                                            | 30                                                                            |
| Temperatura mínima média (°C)                                                 | 22                                                                            | 22                                                                            | 23                                                                            | 24                                                                            | 25                                                                            | 26                                                                            | 26                                                                            | 26                                                                            | 25                                                                            | 25                                                                            | 24                                                                            | 23                                                                            | 24                                                                            |
| Temperatura mínima recorde (°C)                                               | 59                                                                            | 61                                                                            | 60                                                                            | 57                                                                            | 63                                                                            | 62                                                                            | 64                                                                            | 63                                                                            | 58                                                                            | 65                                                                            | 52                                                                            | 61                                                                            | 52                                                                            |
| Dias com chuva                                                                | 15,8                                                                          | 13,0                                                                          | 11,6                                                                          | 10,1                                                                          | 12,1                                                                          | 11,1                                                                          | 16,5                                                                          | 15,2                                                                          | 14,3                                                                          | 16,5                                                                          | 15,6                                                                          | 17,2                                                                          | 168,9                                                                         |
| Fonte: NOAA (normals 1981−2010)                                               |                                                                               |                                                                               |                                                                               |                                                                               |                                                                               |                                                                               |                                                                               |                                                                               |                                                                               |                                                                               |                                                                               |                                                                               |                                                                               |

## Pessoas notáveis
- Judah P. Benjamin [en], um político confederado e uma figura seminal na Guerra Civil dos Estados Unidos, nasceu em Christiansted enquanto ainda era uma colônia dinamarquesa .
- O jogador da NBA Tim Duncan (duas vezes MVP, cinco vezes campeão da NBA ) é nativo.
- Alexander Hamilton era um residente em 1765 depois de deixar seu local de nascimento de Charlestown, Nevis, aos 11 anos. Aos 17 anos, ele se mudou das Ilhas Virgens da Dinamarca para a cidade de Nova York e nunca mais voltou ao Caribe.
- Victor Borge era um residente de longa data de Christiansted
- Audre Lorde morreu em Christiansted em 17 de novembro de 1992 aos 58 anos de idade. Ela era um poeta famoso.
- Carolyn Carter [en] nasceu em Christiansted e é uma modelo e rainha da beleza.
- A "rainha" Mary Thomas [en], uma das líderes dos tumultos, foi presa aqui de 1887 a 1905.

## Galeria

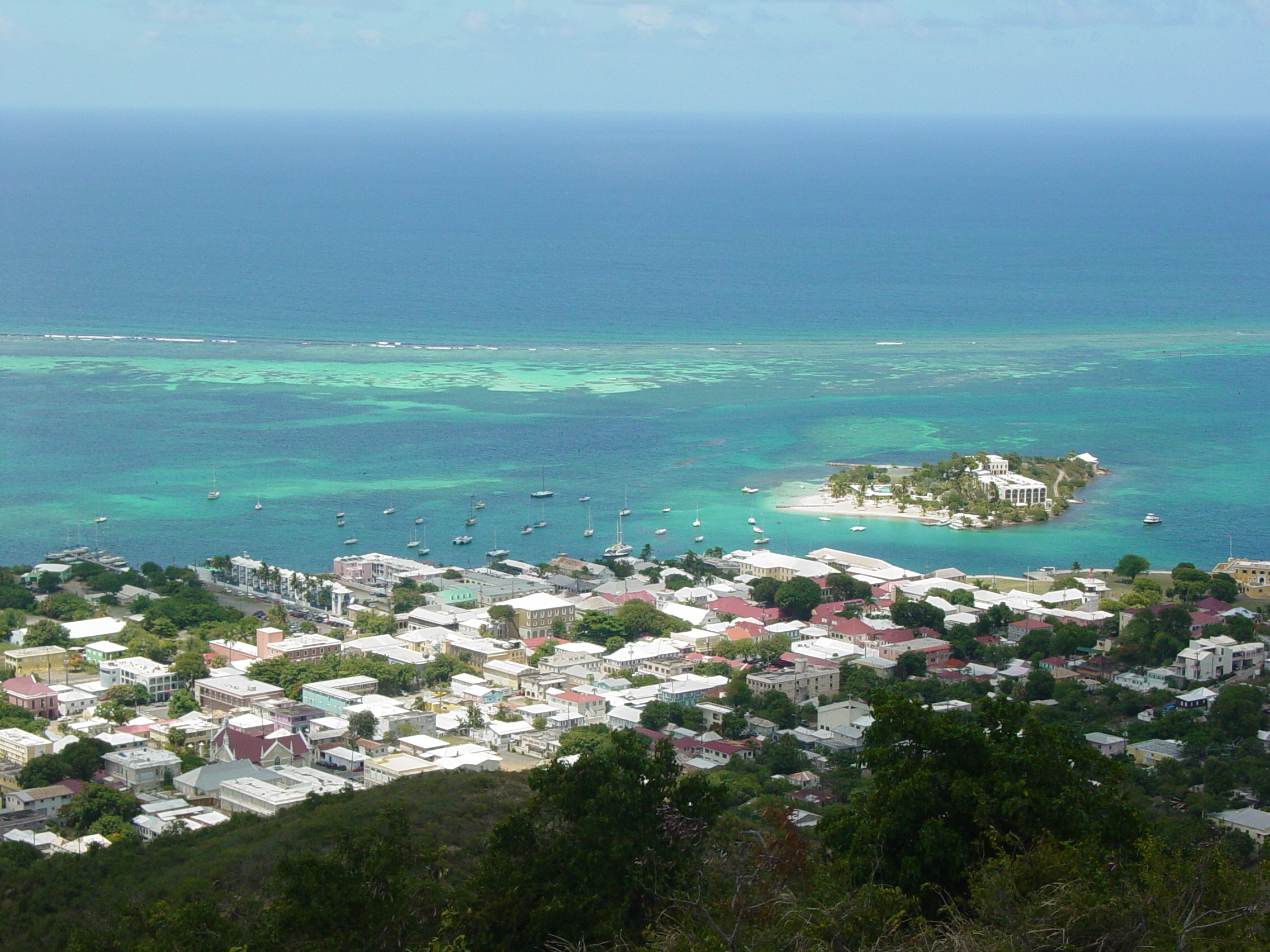
Christiansted, vista para o norte.
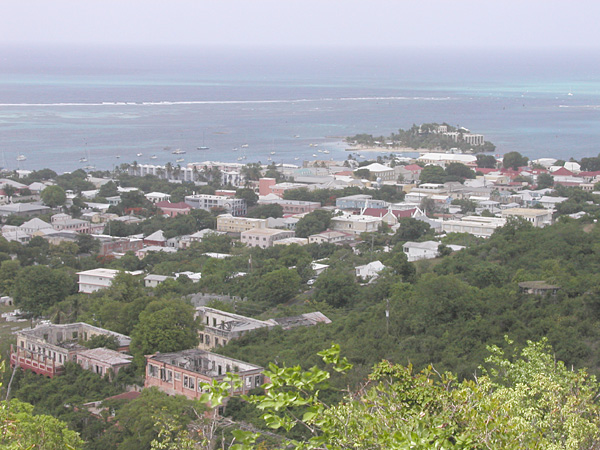
Christiansted, vista para nordeste.
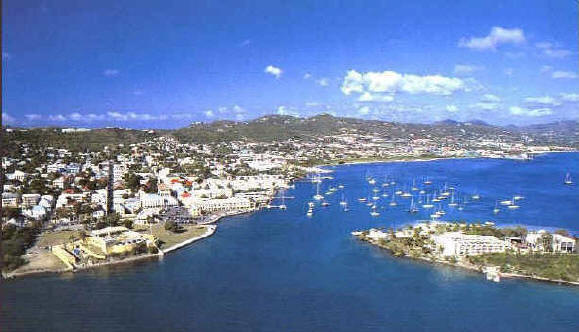
Christiansted, vista para oeste.
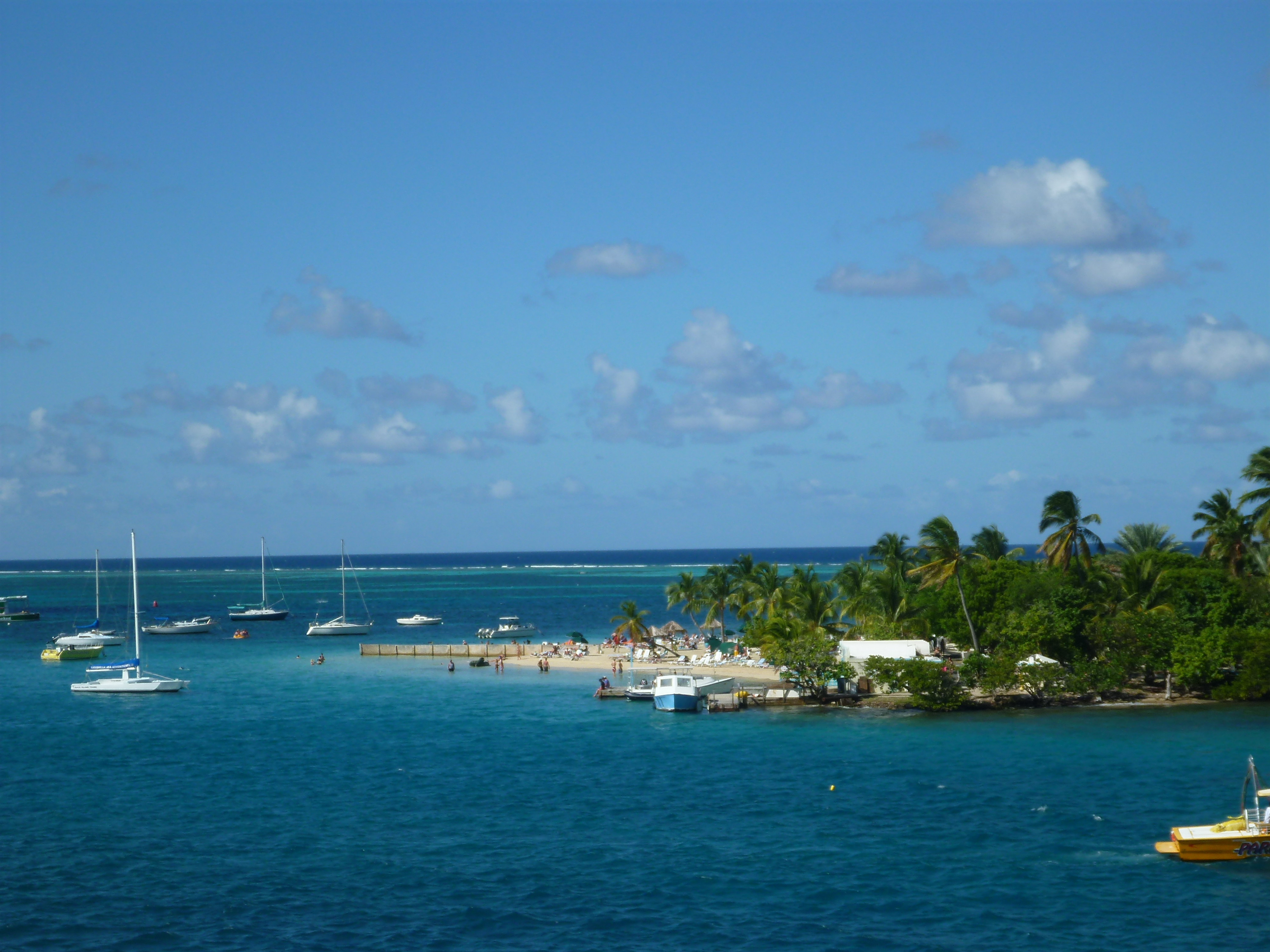
Protestant Cay
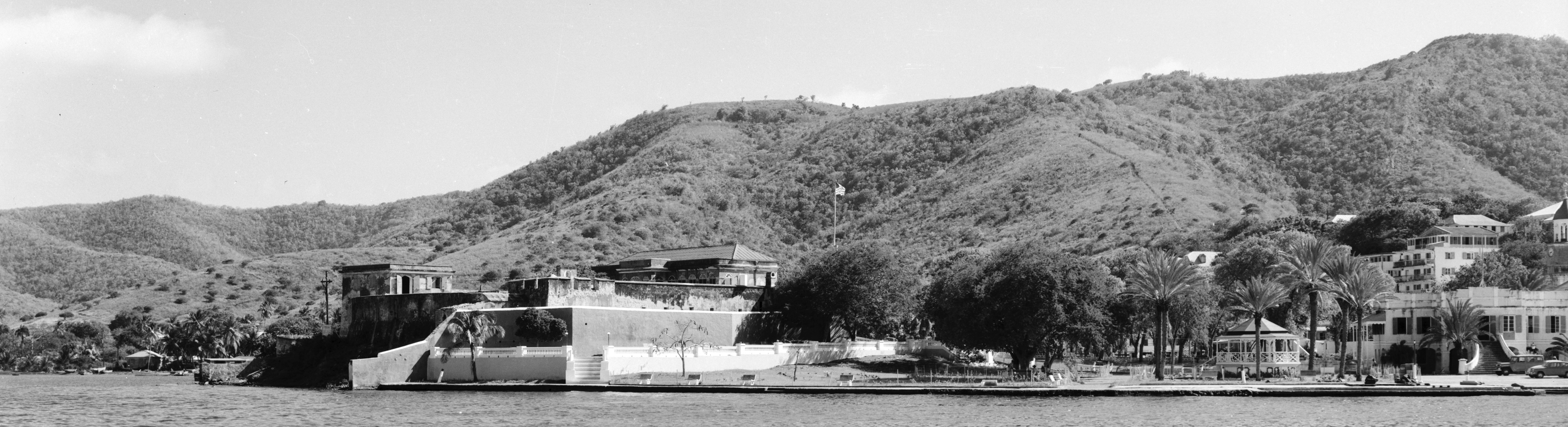
Fort Christiansværn nos anos 1930.
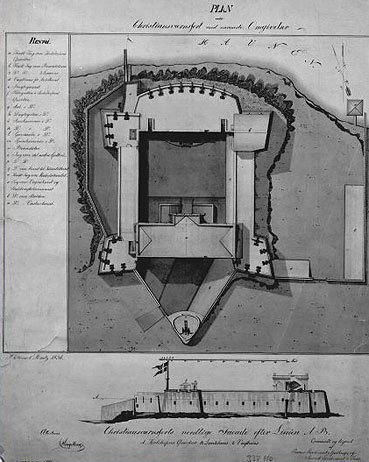
Uma planta de 1836 do Forte Christiansværn, um edifício histórico em Christiansted.
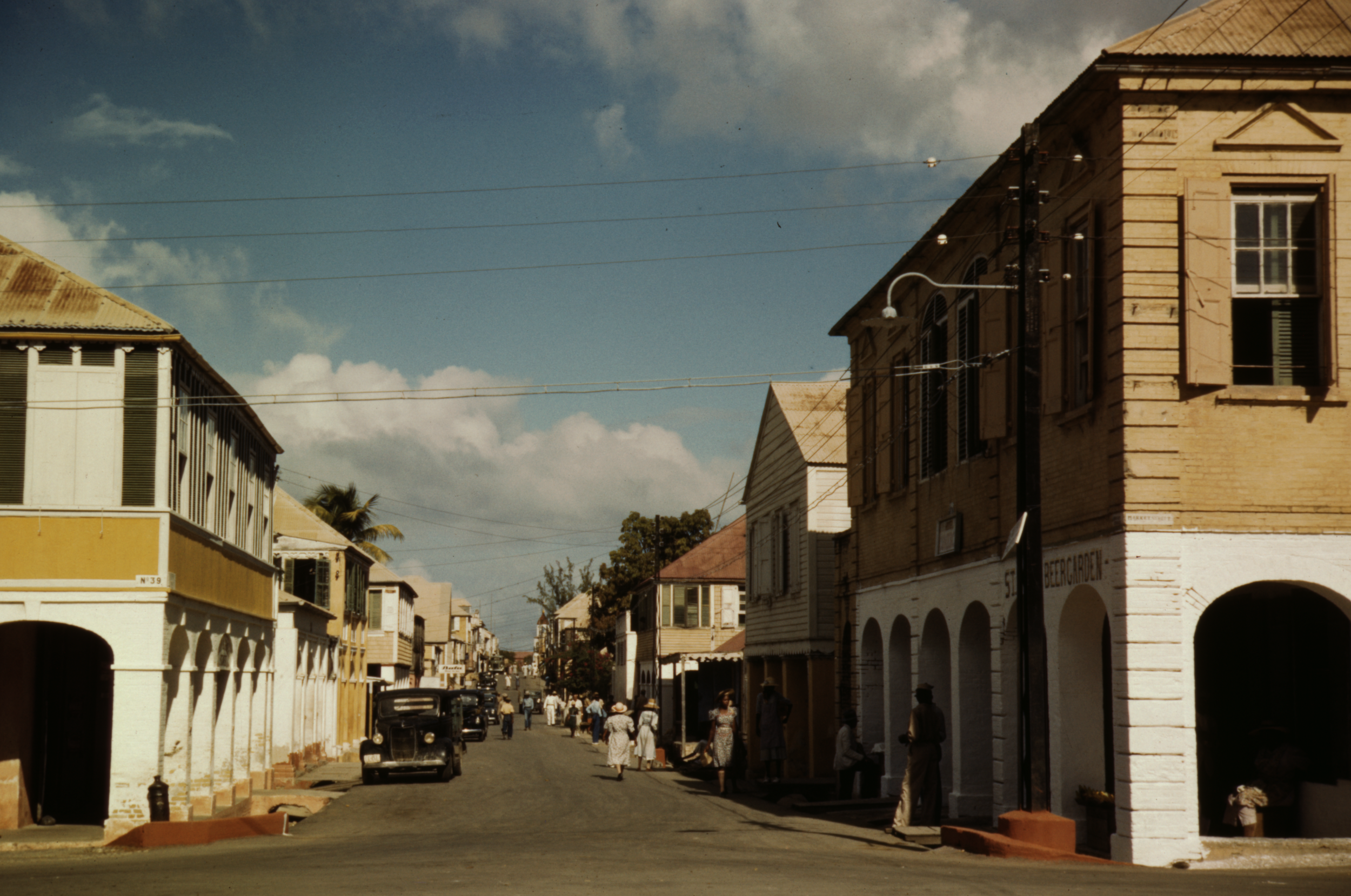
Company Street, O principal shoping, dezembro de 1944.